# Transfert de population entre la Bulgarie et la Roumanie
Un transfert de population entre la Bulgarie et la Roumanie eut lieu en octobre 1940 après la restitution de la Dobroudja du Sud à la Bulgarie par la Roumanie. Il concernait 103 711 Roumains, Aroumains et Mégléno-Roumains vivant en Dobroudja du Sud et 62 278 Bulgares de Dobroudja du Nord. Après cette opération, l'application d'un échange de population dans d'autres cas comme la Transylvanie du Nord a été envisagée.

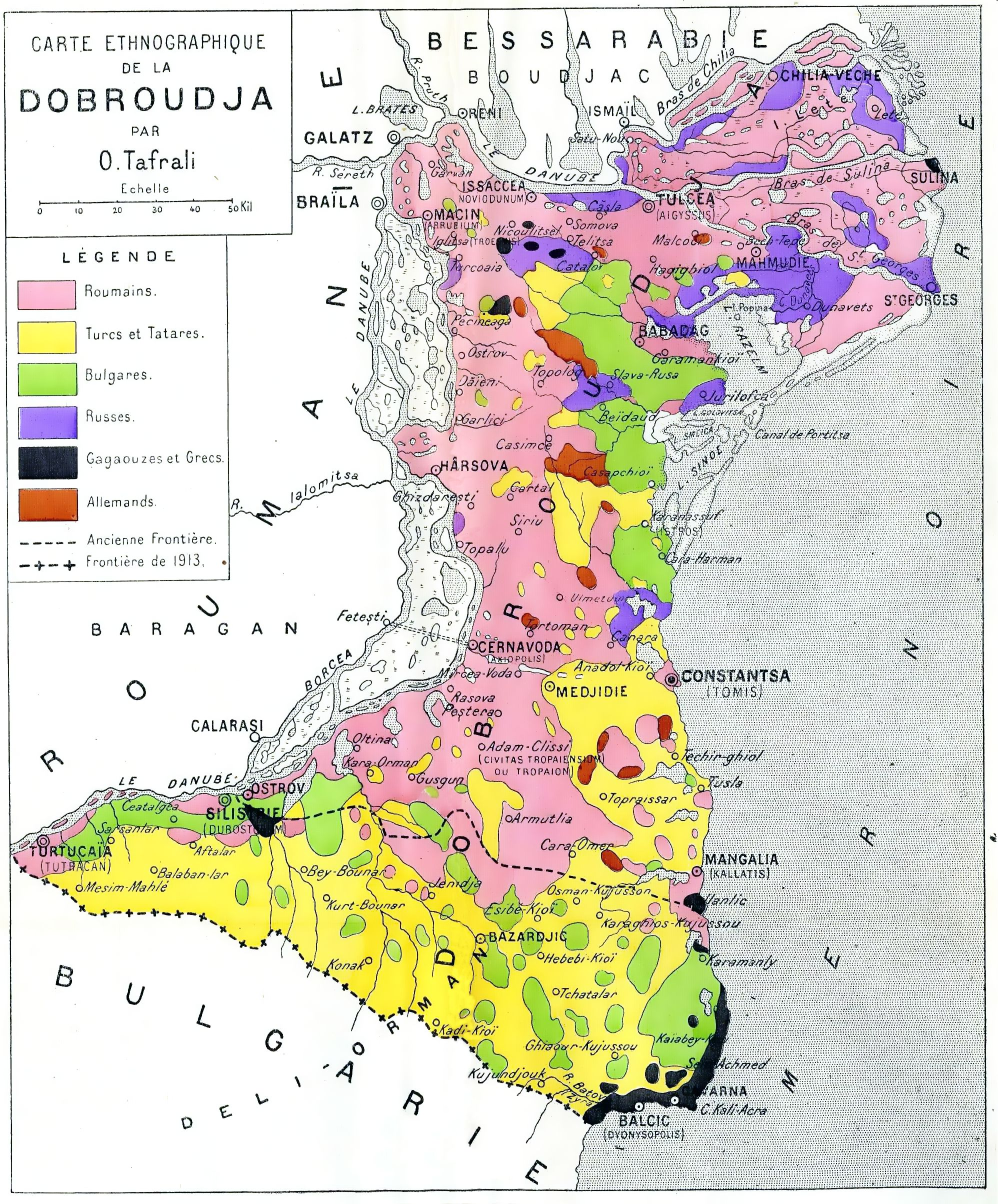
Groupes ethniques de Dobroudja vers 1918. Pendant les deux décennies suivantes, l'État roumain attribue à environ 91000 Aroumains et Mégléno-Roumains des terres en Dobroudja du Sud, prises à des Turcs rapatriés en Turquie à la place d'autant de Grecs eux-mêmes transplantés en 1923 en Grèce à la place des Aroumains et Mégléno-Roumains amenés en Dobroudja du Sud : ces « colons » s'ajoutent à environ 13000 Roumains déjà présents dans cette région,,,.

## Histoire
La Dobroudja, province ottomane depuis 1396-1421, peuplée de Turcs, de Tatars, de Grecs, de Lipovènes et d'une majorité roumaine au nord et bulgare au sud, avait été partagée entre la Roumanie (Dobroudja du Nord) et la Bulgarie au Congrès de Berlin, en 1878. La Roumanie avait acquis la Dobroudja du Sud au Traité de Bucarest (1913) en profitant de la défaite bulgare dans la Deuxième guerre balkanique, ce qui fut perçu en Bulgarie comme un « coup de poignard dans le dos ». Par la convention du 13 mai 1939, la France et la Grande-Bretagne avaient garanti les frontières roumaines, mais le contexte créé par le pacte germano-soviétique et la défaite française de juin 1940 aboutit pour la Roumanie à l'occupation soviétique de la Bessarabie et de la Bucovine du Nord, au deuxième arbitrage de Vienne attribuant la Transylvanie du Nord à la Hongrie et à la mise du pays sous tutelle de l'Axe, qui lui demanda de rétrocéder la Dobroudja du Sud à la Bulgarie : cela fut accompli par les accords de Craiova du 7 septembre 1940 et ce qui restait de la Roumanie fut peu après transformé en un état satellite de l'Axe : l'« État national-légionnaire ».
Au total, 103 711 Roumains vivant en Dobroudja du Sud ont été transférés en Roumanie, tandis que 62 278 Bulgares de la Dobroudja septentrionale furent transférés en Dobroudja méridionale redevenue bulgare. Les Aroumains et Mégléno-Roumains, pour la plupart originaires de Grèce, ont été comptés comme des Roumains et ont donc également quitté la zone. Après l'échange de population, en Roumanie, sur les 21 897 familles majoritairement paysannes arrivées de Dobroudja du Sud, 11 678 s'installèrent en Dobroudja du Nord, tandis que 10 219 autres furent installées en groupes dans tout le pays, là où des terres étaient disponibles.
Les 11 678 Roumains répartis en Dobroudja septentrionale furent installés à la place des Bulgares partis vers la Dobroudja méridionale, et aussi à la place des germanophones dobroudjiens rapatriés de force dans le Troisième Reich selon les dispositions du pacte Hitler-Staline. À titre d'exemple, la population bulgare du village de Cerna (județ de Tulcea), partie en Dobroudja du Sud, fut remplacée par des Mégléno-Roumains originaires de Macédoine-Occidentale puis implantés en Dobroudja du Sud dans les années 1920. L'échange de population s'effectua dans le respect des lois internationales de l'époque. La Roumanie proposa également d'échanger le reste de leurs minorités respectives Bulgares de Roumanie et Roumaines de Bulgarie, résidant aussi bien en Dobroudja que dans le reste des deux pays, mais cette proposition fut déclinée par la Bulgarie.

## Conséquences
L'échange de population, perçu par certains comme un succès, a donné à l'idée plus de popularité en Roumanie et des personnes comme Sabin Manuilă prévoyaient d'en organiser un autre entre la Hongrie et la Roumanie pour résoudre le différend transylvain, mais ce projet resta dans les cartons, car si la Dobroudja du Sud n'avait qu'une faible population roumaine et était peu importante pour les nationalistes roumains, la Transylvanie du Nord en revanche comptait environ un million de Roumains qui furent encouragés à y rester, les nationalistes roumains envisageant de reconquérir la région. 